# Jiří Granát
Jiří Granát, né le 28 janvier 1955 à Prague, est un joueur de tennis tchécoslovaque.

## Carrière
En 1977, il réalise son meilleur résultat dans un tournoi ATP à Helsinki en se qualifiant pour les demi-finales après être sorti des qualifications et avoir éliminé Jan Kodeš au second tour. Il est aussi quart de finaliste à Barcelone en octobre et à Oviedo en novembre où il bat Stan Smith. Cette année-là, il participe à une rencontre de Coupe Davis contre l'Irlande avec l'équipe de Tchécoslovaquie.
En 1979, il se qualifie pour le 3e tour à Roland-Garros en tant que lucky loser. Il bat notamment Francisco González avant de s'incliner contre Gilles Moretton.
Après de nombreux mois d'absence, il réapparait sur le circuit secondaire en 1981 puis remporte en fin d'année le tournoi de Sofia en double avec l'Est-Allemand Thomas Emmrich. Lors du tournoi de Rotterdam en 1983, il bat le 7e mondial, Peter McNamara (7-6, 6-6, ab.). C'est à cette époque qu'il s'exile en Suisse et y terminera sa carrière. Il travaille depuis pour Swiss Tennis.

## Palmarès

### Titre en double messieurs
| No | Date       | Nom et lieu du tournoi | Catégorie  | Dotation | Surface         | Partenaire     | Finalistes                  | Score         |  |
| -- | ---------- | ---------------------- | ---------- | -------- | --------------- | -------------- | --------------------------- | ------------- |  |
| 1  | 14-12-1981 | Sofia Open Sofia       | Grand Prix | 50 000 $ | Moquette (int.) | Thomas Emmrich | Ismail El Shafei Rick Meyer | 7-6, 2-6, 6-4 |  |

## Parcours dans les tournois duGrand Chelem

### En simple
| Année | Open d'Australie | Open d'Australie | Internationaux de France | Internationaux de France | Wimbledon       | Wimbledon       | US Open         | US Open     |
| ----- | ---------------- | ---------------- | ------------------------ | ------------------------ | --------------- | --------------- | --------------- | ----------- |
| 1977  | —                | —                | —                        | —                        | 1er tour (1/64) | Mike Estep      | —               | —           |
| 1978  | —                | —                | 1er tour (1/64)          | Adriano Panatta          | 1er tour (1/64) | Peter Fleming   | 2e tour (1/32)  | Arthur Ashe |
| 1979  | —                | —                | 3e tour (1/16)           | Gilles Moretton          | —               | —               | —               | —           |
| 1982  | —                | —                | 2e tour (1/32)           | José Higueras            | 1er tour (1/64) | John Fitzgerald | 1er tour (1/64) | Gene Mayer  |

N.B. : à droite du résultat se trouve le nom de l'ultime adversaire.

### En double
| Année | Open d'Australie | Open d'Australie | Internationaux de France  | Internationaux de France | Wimbledon                    | Wimbledon            | US Open                   | US Open               |
| ----- | ---------------- | ---------------- | ------------------------- | ------------------------ | ---------------------------- | -------------------- | ------------------------- | --------------------- |
| 1978  | —                | —                | 1er tour (1/32) S. Birner | B. Carmichael B. Teacher | —                            | —                    | 1er tour (1/32) S. Birner | P. Rennert K. Curren  |
| 1979  | —                | —                | 2e tour (1/16) L. Sanders | B. Manson A. Pattison    | —                            | —                    | —                         | —                     |
| 1982  | —                | —                | 1/8 de finale S. Birner   | E. Edwards Leo Palin     | 1er tour (1/32) H. Sundström | D. Mustard W. Pascoe | 1/8 de finale E. Iskersky | P. Fleming J. McEnroe |

N.B. : le nom du ou de la partenaire se trouve sous le résultat ; le nom des ultimes adversaires se trouve à droite.